# Słubice (Lubusz)
Słubice è un comune urbano-rurale della Polonia, situato nel voivodato di Lubusz e capoluogo del distretto di Słubice. Si trova sul fiume Oder, direttamente affacciato alla città di Francoforte sull'Oder, in Germania.

## Storia
L'attuale Słubice fu, fino al 1945, il sobborgo Dammvorstadt della città tedesca di Francoforte sull'Oder. La separazione fu sancita con la fine della seconda guerra mondiale e la conseguente occupazione della città da parte dell'Armata Rossa.
Il 19 aprile 1945 alle ore 05:29, il ponte della città venne fatto saltare in aria dalle truppe tedesche in ritirata. Con quell'azione il telefono, il gas e le condutture dell'acqua vennero interrotte a Dammvorstadt e l'esercito sovietico poté occupare l'abitato senza combattere, dopo il ritiro della Wehrmacht. Da quella data e con il successivo spostamento del confine polacco-tedesco sulla linea Oder-Neiße, Dammvorstadt divenne una città polacca indipendente, ribattezzata Słubice.
La città è stata dal 1975 al 1998 parte del voivodato di Gorzów, quando ancora era in vigore la vecchia suddivisione in voivodati, ed ora è il capoluogo del distretto di Słubice. Ai pochi edifici storici risalenti al periodo prebellico, concentrati lungo ulica Jedności Robotniczej, si sono aggiunte decine di palazzi prefabbricati di epoca socialista, realizzati a partire dagli anni Sessanta.
In questa cittadina, su iniziativa del professore Krzysztof Wojciechowski del Colegium Polonicum, il 22 ottobre 2014 è stato inaugurato il primo monumento a Wikipedia alto circa 2 metri in materiale laminato.

## Filmografia
Słubice ha ospitato alcuni set di film, come nel 2003 Distant Lights e nel 2002 Grill Point.

## Città europea
Data la sua vicinanza alla Germania, la città è un importante snodo per i trasporti ed è strettamente connessa alla sua città gemella in territorio tedesco. Słubice condivide molte delle sue bellezze urbane con Francoforte sull'Oder, ed entrambe le città collaborano su vari progetti e iniziative, come la Centrale per il Trattamento dei Rifiuti, che è stata creata per servire entrambe le città a Słubice oppure come l'estensione di alcuni dipartimenti dell'Università Europea Viadrina nel territorio polacco al di là dell'Oder. Inoltre, Słubice fa parte di una speciale Zona Economica Słubice-Kostrzyn nad Odrą. Ogni giorno il ponte sull'Oder vede passare decine di turisti o residenti tedeschi provenienti dall'altro lato del fiume, spesso attratti dai prezzi più convenienti di beni come sigarette e benzina. La strada principale della città, ul. Jedności Robotniczej, è infatti soprannominata "Zigarettenstrasse" per via dei numerosi negozi che offrono tabacco a prezzi più bassi rispetto a quelli tedeschi.

## Frazioni
- Drzecin
- Golice
- Kunice
- Kunowice
- Lisów
- Łazy Lubuskie
- Nowe Biskupice
- Nowy Lubusz
- Pławidło
- Rybocice
- Słubice
- Stare Biskupice
- Świecko

## Amministrazione

### Gemellaggi
- Francoforte sull'Oder, Brandeburgo, Germania
- Heilbronn, Germania
- Tijuana, Messico
- Yuma, Stati Uniti
- Schostka, Ucraina